# Så mycket bättre (säsong 7)
Den sjunde säsongen av Så mycket bättre spelades återigen in på pensionatet Grå Gåsen beläget i Burgsvik på södra Gotland, och sändes mellan 22 oktober och 17 december 2016 på TV4 med programtiden 20:00 på lördagar. 
De som medverkade i denna säsong var Danny Saucedo, Jill Johnson, Lisa Ekdahl, Little Jinder (Josefine Jinder), Magnus Carlson och Tommy Nilsson samt Kenneth Gärdestad som gästartist. Utöver dessa artister skulle även Freddie Wadling ha medverkat, men han avled en kort tid innan inspelningarna började. De andra artisterna tolkade hans låtar under det tredje avsnittet.

## Avsnitt

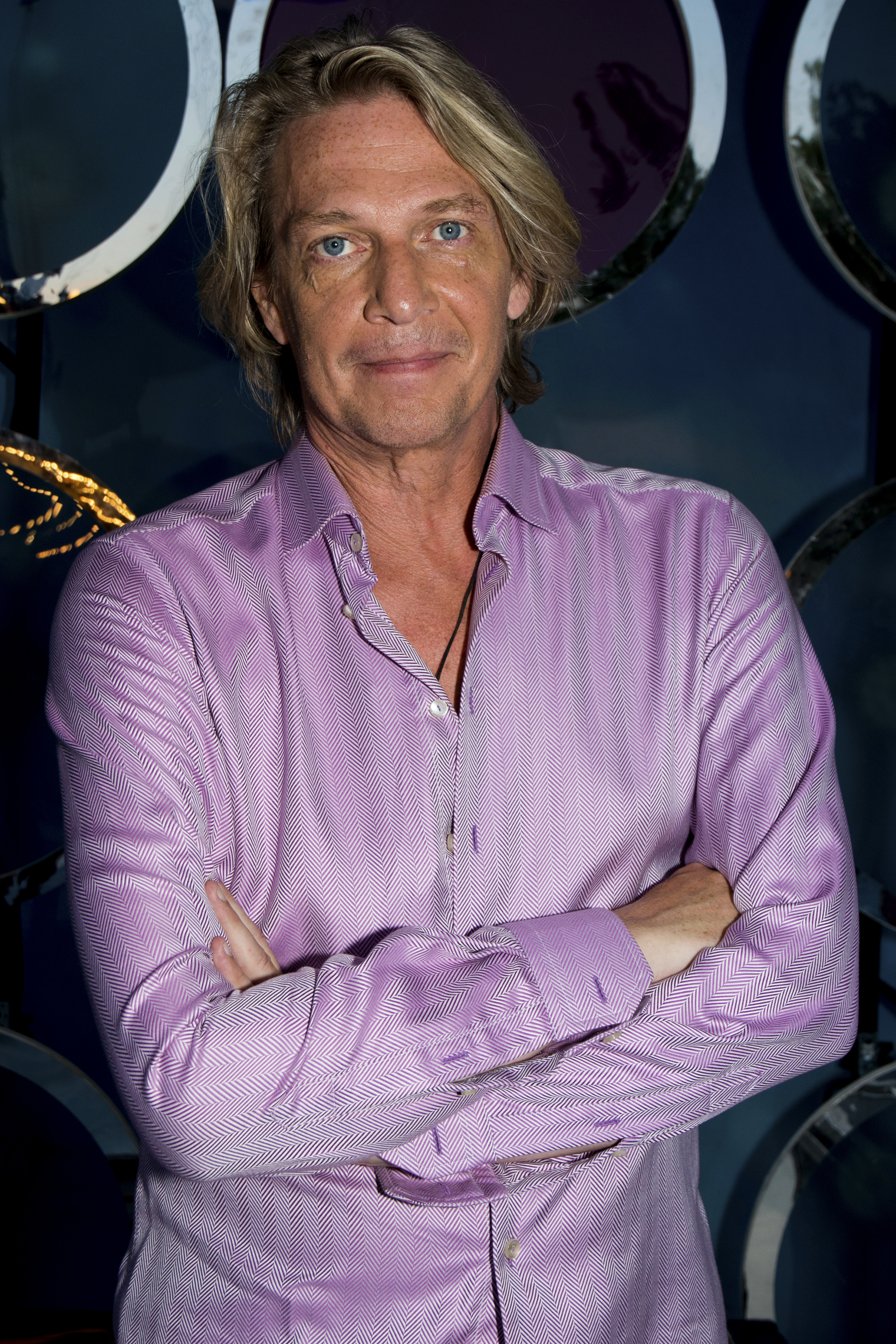
Tommy Nilsson tolkades i det första avsnittet.
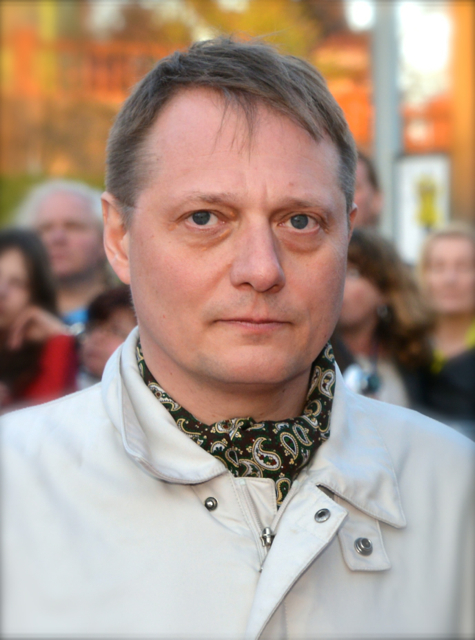
I det andra avsnittet var Magnus Carlson huvudperson.
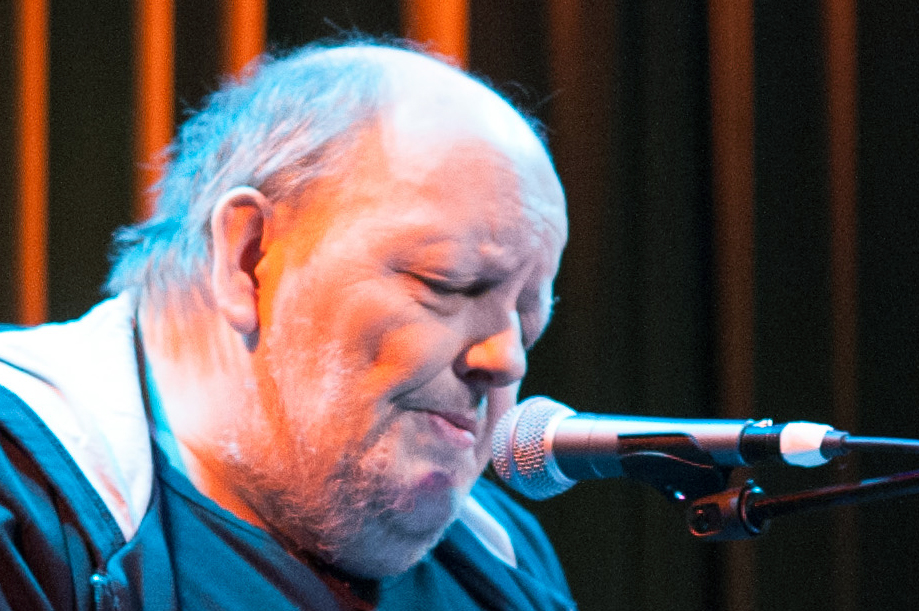
Freddie Wadling blev hyllad och tolkad i det tredje avsnittet.
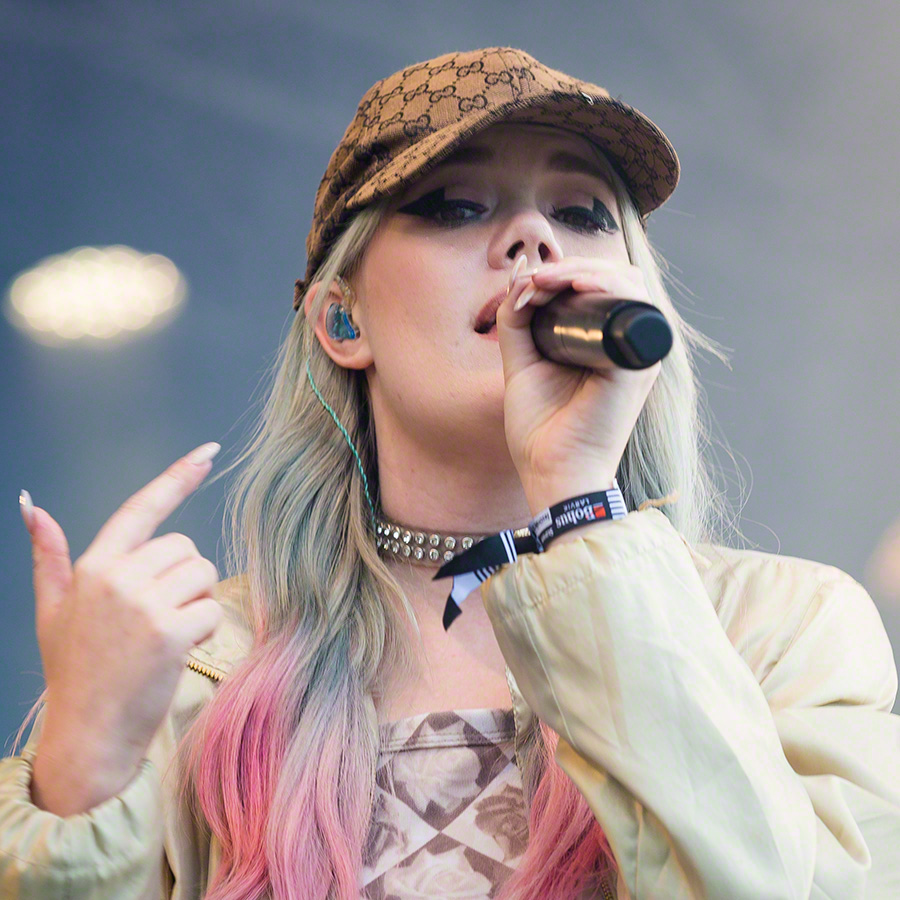
I det fjärde avsnittet blev Little Jinder tolkad.

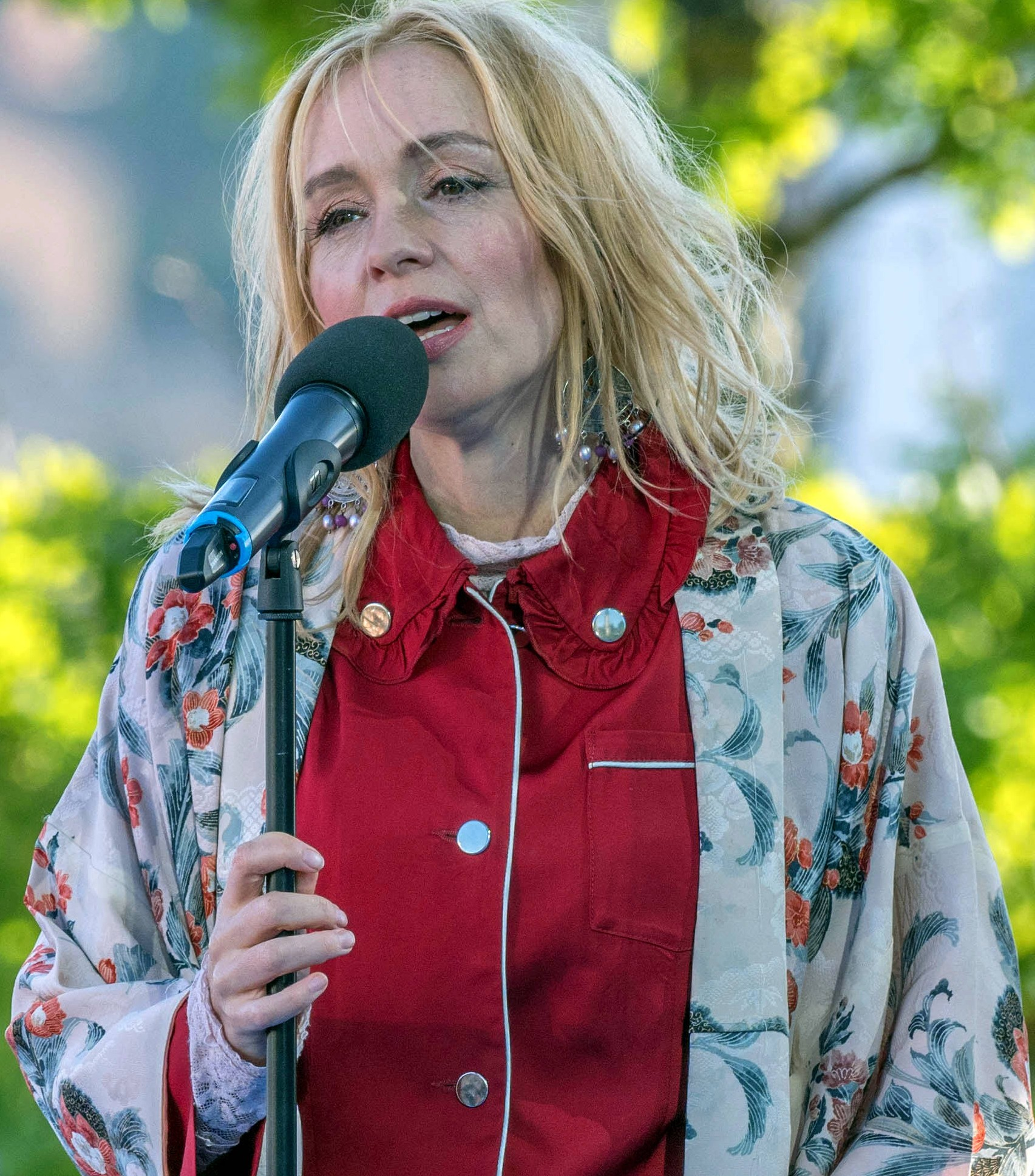
Lisa Ekdahl blev tolkad i det femte avsnittet.
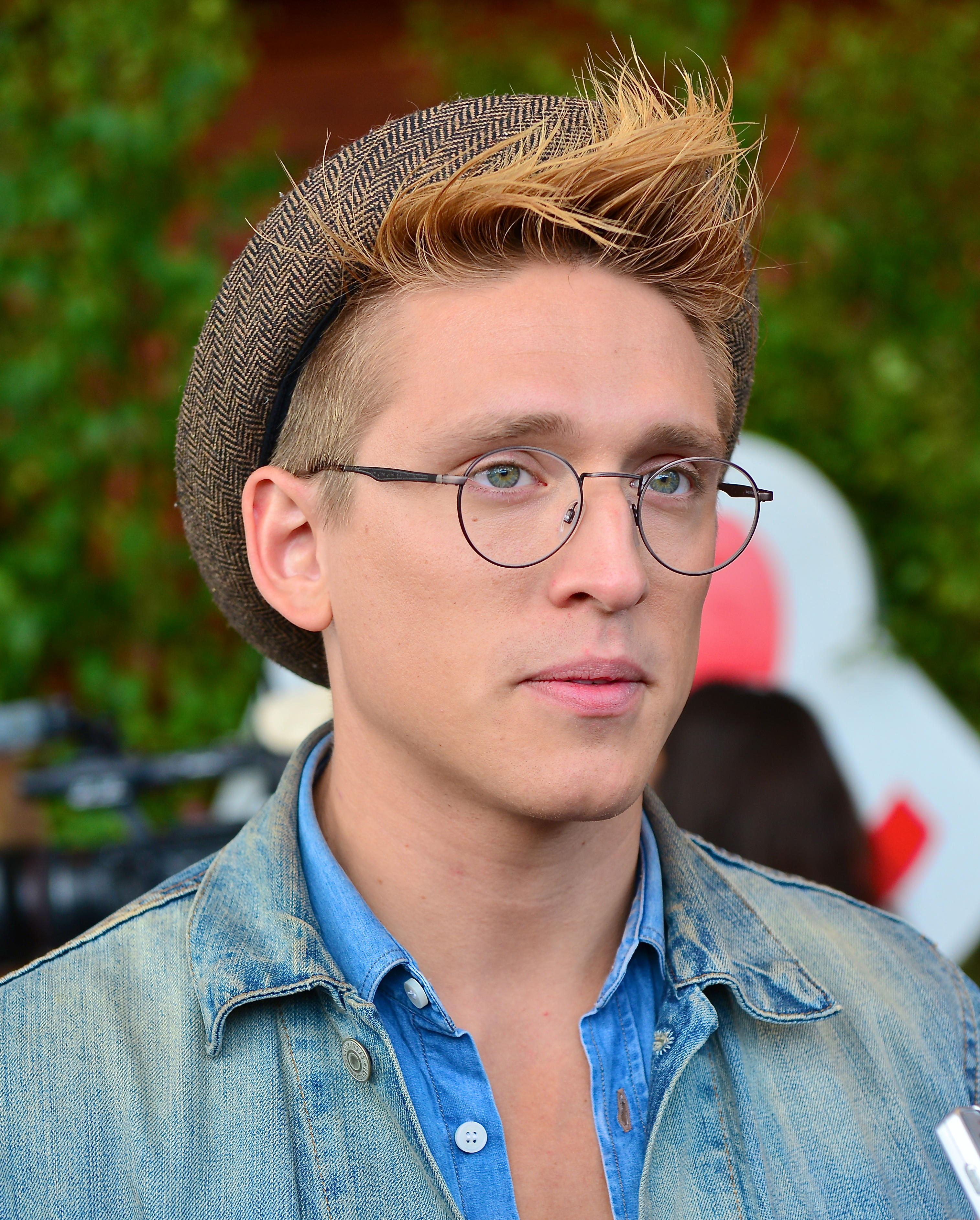
I det sjätte avsnittet var Danny Saucedo huvudperson.
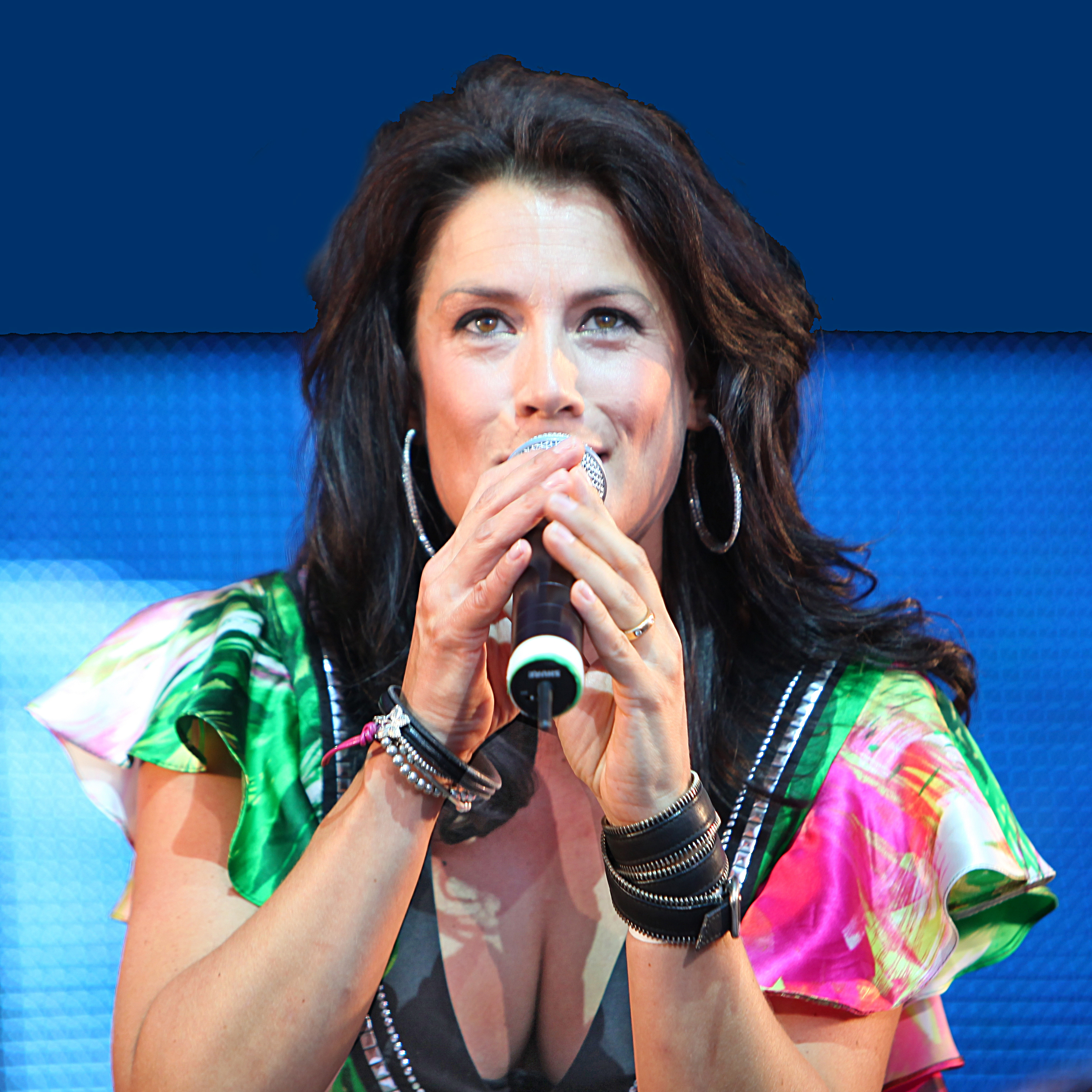
Jill Johnson tolkades i det sjunde avsnittet.
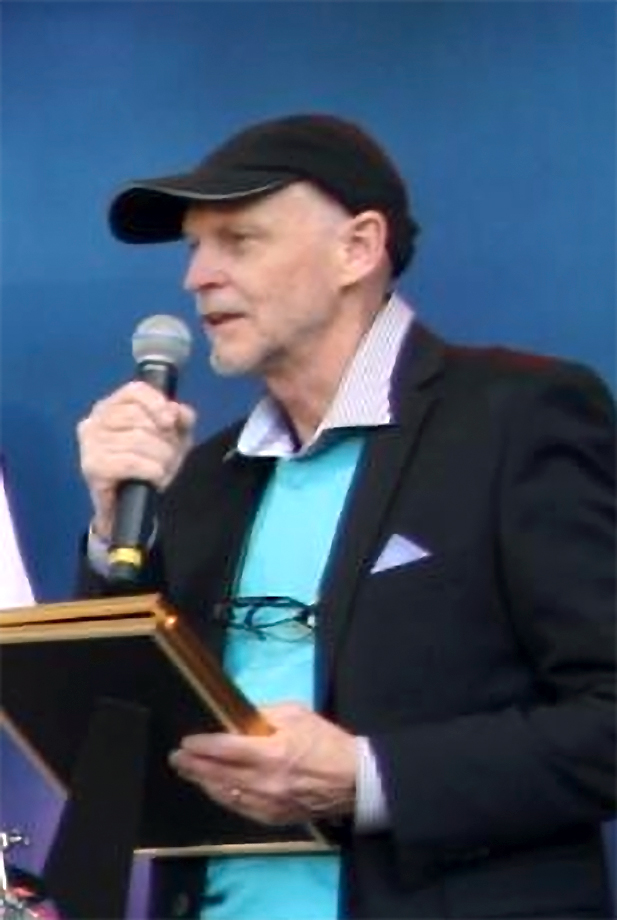
Kenneth Gärdestad gästade när hans bror hyllades i det åttonde avsnittet.

| - Magnus Carlson – "Allt som jag känner" - Lisa Ekdahl – "Amelia" - Freddie Wadling – "En dag" - Little Jinder – "Du vill ha sex med mig" (ändrad titel från "Vill du ha sex med mig") - Jill Johnson – "Open Your Heart" (engelsk version av "Öppna din dörr") - Danny Saucedo – "Snacket på stan" (svensk version av "Talk of the Town") - Danny Saucedo – "Se mig" (egen svensk version av "Touch Me") - Freddie Wadling – "Broken Promise Land" - Little Jinder – "Platsen i mitt hjärta" - Jill Johnson – "The Burden" - Lisa Ekdahl – "Det värsta av allt" - Tommy Nilsson – "My Love Is Not Blind" - Jill Johnson – "Walk" - Tommy Nilsson (med Little Jinder) – "Det sitter i dig" - Magnus Carlson – "Levande begravd" - Little Jinder – "Freak" (egen svensk version av "The Freaks") - Danny Saucedo – "Skepp" (egen svensk version av "Ships") - Lisa Ekdahl – "Det är inte nog" Programmet avslutades med att alla artisterna hyllade Wadling genom att tillsammans framföra "Nu lyfter vi från marken". Utöver låtarna framförde Göran Ragnerstam och Johan Rabaeus en tolkning av radiosketchen "Korven" som Wadlings aktivitet. - Magnus Carlson – "Keep On Dreaming" - Lisa Ekdahl – "Vita bergens klockor" (egna verser med samma refräng) - Tommy Nilsson – "Sommarnatt" - Freddie Wadling – "Luft för dig" - Jill Johnson – "I'm Gonna Die Without You" (engelsk version av "Dö") - Danny Saucedo – "Super 8" | - Danny Saucedo – "Öppna upp ditt fönster" - Little Jinder – "Allting har ett slut" (svensk version av "Happiness Is Brief") - Freddie Wadling – "Vem vet" - Magnus Carlson – "Dom band som binder mig" - Tommy Nilsson – "Ljudlöst och salt" - Jill Johnson – "Benen i kors" - Freddie Wadling – "Baby Goodbye" - Jill Johnson – "Your Grace" (engelsk version av "Dör för dig") - Lisa Ekdahl – "Om bara du" (svensk version av "If Only You") - Tommy Nilsson – "Så som i himlen" - Little Jinder – "Amazing" (egen svensk version med samma titel) - Magnus Carlson – "Brinner i bröstet" Utöver låtarna gick alla artisterna ihop som en grupp och framförde en egenkomponerad låt som Saucedos aktivitet. - Lisa Ekdahl – "Crazy in Love" - Danny Saucedo – "Vaknat" (svensk version av "I'm Awake Now") - Tommy Nilsson – "Ljudet av tårar" (svensk version av "The Sound of Leaving") - Freddie Wadling – "The Rough Chill" (ändrad titel från "The Chill") - Little Jinder – "1000 mil" (egen svensk version av "I'm Never Far") - Magnus Carlson – "Eternal Love" (engelsk version av "Kärleken är") I det åttonde avsnittet tolkade artisterna låtar av Ted Gärdestad, där hans äldre bror Kenneth Gärdestad agerade huvudperson. - Little Jinder – "Helt nära dig" - Magnus Carlson – "Sommarlängtan" - Jill Johnson – "Himlen är oskyldigt blå" - Freddie Wadling – "505 to Casablanca" - Lisa Ekdahl – "Sol, vind och vatten" - Tommy Nilsson – "I den stora sorgens famn" - Danny Saucedo – "För kärlekens skull" |

## Tittarsiffror
| Nr | Huvudperson        | Sändningsdatum   | Tittarsiffror |
| -- | ------------------ | ---------------- | ------------- |
| 1  | Tommy Nilsson      | 22 oktober 2016  | 1 965 000     |
| 2  | Magnus Carlson     | 29 oktober 2016  | 1 942 000     |
| 3  | Freddie Wadling    | 5 november 2016  | 1 694 000     |
| 4  | Little Jinder      | 12 november 2016 | 1 586 000     |
| 5  | Lisa Ekdahl        | 19 november 2016 | 1 792 000     |
| 6  | Danny Saucedo      | 26 november 2016 | 1 584 000     |
| 7  | Jill Johnson       | 3 december 2016  | 1 596 000     |
| 8  | Ted Gärdestad-tema | 10 december 2016 | 1 457 000     |
| 9  | Återträffen        | 17 december 2016 | 984 000       |

## Listplaceringar
| Artist          | Låt                                    | Topp-placering | Topp-placering    | Topp-placering |
| Artist          | Låt                                    | Svensktoppen   | Sverigetopplistan |                |
| --------------- | -------------------------------------- | -------------- | ----------------- | -------------- |
| Danny Saucedo   | "För kärlekens skull"                  | —              | 35                |                |
| Danny Saucedo   | "Se mig"                               | —              | 52                |                |
| Danny Saucedo   | "Skepp"                                | —              | 46                |                |
| Danny Saucedo   | "Snacket på stan"                      | 9              | 5                 |                |
| Danny Saucedo   | "Super 8"                              | —              | 2                 |                |
| Danny Saucedo   | "Öppna upp ditt fönster"               | —              | 82                |                |
| Freddie Wadling | "En dag"                               | 10             | 69                |                |
| Jill Johnson    | "The Burden"                           | —              | 93                |                |
| Jill Johnson    | "Himlen är oskyldigt blå"              | —              | 75                |                |
| Jill Johnson    | "Open Your Heart"                      | 1              | 2                 |                |
| Lisa Ekdahl     | "Amelia"                               | —              | 53                |                |
| Lisa Ekdahl     | "Det värsta av allt"                   | —              | 81                |                |
| Little Jinder   | "Du vill ha sex med mig"               | —              | 40                |                |
| Little Jinder   | "Freak"                                | —              | 100               |                |
| Magnus Carlson  | "Allt som jag känner"                  | —              | 93                |                |
| Magnus Carlson  | "Eternal Love"                         | 2              | 20                |                |
| Tommy Nilsson   | "Det sitter i dig" (med Little Jinder) | —              | 80                |                |
| Tommy Nilsson   | "My Love Is Not Blind"                 | —              | 100               |                |
| Tommy Nilsson   | "Sommarnatt"                           | —              | 75                |                |

## Källhänvisningar
1. ↑  Lindborn, Håkan (14 mars 2016). ”De är klara för Så mycket bättre 2016”. TV 4. Arkiverad från originalet den 15 mars 2016. https://web.archive.org/web/20160315141951/http://www.tv4.se/s%C3%A5-mycket-b%C3%A4ttre/artiklar/de-%C3%A4r-klara-f%C3%B6r-s%C3%A5-mycket-b%C3%A4ttre-2016-56e2cd6bfca38f7bd800000c. Läst 26 juli 2016.
2. ↑  ”Efter Freddie Wadlings bortgång – så blir Så mycket bättre i år.”. tv4.se. 7 juni 2016. http://www.tv4.se/s%C3%A5-mycket-b%C3%A4ttre/artiklar/efter-freddie-wadlings-bortg%C3%A5ng-s%C3%A5-blir-s%C3%A5-mycket-b%C3%A4ttre-i-%C3%A5r-5756c9adfca38f99e900001c. Läst 22 oktober 2016.
3. ↑  ”Magnus Carlson – Allt som jag känner”. TV4. 22 oktober 2016. Arkiverad från originalet den 25 oktober 2016. https://web.archive.org/web/20161025051731/http://www.tv4play.se/program/s%C3%A5-mycket-b%C3%A4ttre?video_id=3581512. Läst 24 oktober 2016.
4. ↑  ”Lisa Ekdahl - Amelia”. TV4. 22 oktober 2016. Arkiverad från originalet den 25 oktober 2016. https://web.archive.org/web/20161025054031/http://www.tv4play.se/program/s%C3%A5-mycket-b%C3%A4ttre?video_id=3581552. Läst 24 oktober 2016.
5. ↑  ”Freddie Wadling tolkar Tommy Nilssons En dag”. TV4. 22 oktober 2016. Arkiverad från originalet den 25 oktober 2016. https://web.archive.org/web/20161025051526/http://www.tv4play.se/program/s%C3%A5-mycket-b%C3%A4ttre?video_id=3582373. Läst 24 oktober 2016.
6. ↑  ”Little Jinder - Du vill ha sex med mig”. TV4. 22 oktober 2016. Arkiverad från originalet den 25 oktober 2016. https://web.archive.org/web/20161025051750/http://www.tv4play.se/program/s%C3%A5-mycket-b%C3%A4ttre?video_id=3581832. Läst 24 oktober 2016.
7. ↑  ”Jill Johnson - Open your heart”. TV4. 22 oktober 2016. Arkiverad från originalet den 25 oktober 2016. https://web.archive.org/web/20161025143127/http://www.tv4play.se/program/s%C3%A5-mycket-b%C3%A4ttre?video_id=3581592. Läst 24 oktober 2016.
8. ↑  ”Danny Saucedo - Snacket på stan”. TV4. 22 oktober 2016. Arkiverad från originalet den 25 oktober 2016. https://web.archive.org/web/20161025054036/http://www.tv4play.se/program/s%C3%A5-mycket-b%C3%A4ttre?video_id=3581652. Läst 24 oktober 2016.
9. ↑  ”Danny Saucedo – Se mig”. TV4. 29 oktober 2016. Arkiverad från originalet den 30 oktober 2016. https://web.archive.org/web/20161030074659/http://www.tv4play.se/program/s%C3%A5-mycket-b%C3%A4ttre?video_id=3597232. Läst 29 oktober 2016.
10. ↑  ”Freddie Wadling – Broken Promise Land”. TV4. 29 oktober 2016. Arkiverad från originalet den 30 oktober 2016. https://web.archive.org/web/20161030140935/http://www.tv4play.se/program/s%C3%A5-mycket-b%C3%A4ttre?video_id=3594292. Läst 29 oktober 2016.
11. ↑  ”Little Jinder – Platsen i mitt hjärta”. TV4. 29 oktober 2016. Arkiverad från originalet den 30 oktober 2016. https://web.archive.org/web/20161030140718/http://www.tv4play.se/program/s%C3%A5-mycket-b%C3%A4ttre?video_id=3597257. Läst 29 oktober 2016.
12. ↑  ”Jill Johnson – The Burden”. TV4. 29 oktober 2016. Arkiverad från originalet den 30 oktober 2016. https://web.archive.org/web/20161030140827/http://www.tv4play.se/program/s%C3%A5-mycket-b%C3%A4ttre?video_id=3597272. Läst 29 oktober 2016.
13. ↑  ”Lisa Ekdahl – Det värsta av allt”. TV4. 29 oktober 2016. Arkiverad från originalet den 30 oktober 2016. https://web.archive.org/web/20161030140830/http://www.tv4play.se/program/s%C3%A5-mycket-b%C3%A4ttre?video_id=3597292. Läst 29 oktober 2016.
14. ↑  ”Tommy Nilsson – My Love Is Not Blind”. TV4. 29 oktober 2016. Arkiverad från originalet den 30 oktober 2016. https://web.archive.org/web/20161030140146/http://www.tv4play.se/program/s%C3%A5-mycket-b%C3%A4ttre?video_id=3597332. Läst 29 oktober 2016.
15. ↑  ”Jill Johnson – Walk”. TV4. 5 november 2016. Arkiverad från originalet den 6 november 2016. https://web.archive.org/web/20161106062708/http://www.tv4play.se/program/s%C3%A5-mycket-b%C3%A4ttre?video_id=3613392. Läst 5 november 2016.
16. ↑  ”Tommy Nilsson – Det sitter i dig”. TV4. 5 november 2016. Arkiverad från originalet den 6 november 2016. https://web.archive.org/web/20161106061938/http://www.tv4play.se/program/s%C3%A5-mycket-b%C3%A4ttre?video_id=3613492. Läst 5 november 2016.
17. ↑  ”Magnus Carlson – Levande begravd”. TV4. 5 november 2016. Arkiverad från originalet den 6 november 2016. https://web.archive.org/web/20161106122834/http://www.tv4play.se/program/s%C3%A5-mycket-b%C3%A4ttre?video_id=3613512. Läst 5 november 2016.
18. ↑  ”Little Jinder – Freak”. TV4. 5 november 2016. Arkiverad från originalet den 6 november 2016. https://web.archive.org/web/20161106062145/http://www.tv4play.se/program/s%C3%A5-mycket-b%C3%A4ttre?video_id=3613552. Läst 5 november 2016.
19. ↑  ”Danny Saucedo – Skepp”. TV4. 5 november 2016. Arkiverad från originalet den 6 november 2016. https://web.archive.org/web/20161106062351/http://www.tv4play.se/program/s%C3%A5-mycket-b%C3%A4ttre?video_id=3613554. Läst 5 november 2016.
20. ↑  ”Lisa Ekdahl – Det är inte nog”. TV4. 5 november 2016. Arkiverad från originalet den 6 november 2016. https://web.archive.org/web/20161106062558/http://www.tv4play.se/program/s%C3%A5-mycket-b%C3%A4ttre?video_id=3613532. Läst 5 november 2016.
21. ↑  ”"Nu lyfter vi från marken" framförd av alla artister”. TV4. 5 november 2016. Arkiverad från originalet den 6 november 2016. https://web.archive.org/web/20161106062601/http://www.tv4play.se/program/s%C3%A5-mycket-b%C3%A4ttre?video_id=3613572. Läst 5 november 2016.
22. ↑  ”Magnus Carlson – Keep On Dreaming”. TV4. 12 november 2016. Arkiverad från originalet den 13 november 2016. https://web.archive.org/web/20161113114103/http://www.tv4play.se/program/s%C3%A5-mycket-b%C3%A4ttre?video_id=3624812. Läst 12 november 2016.
23. ↑  ”Lisa Ekdahl – Vita bergens klockor”. TV4. 12 november 2016. Arkiverad från originalet den 13 november 2016. https://web.archive.org/web/20161113114243/http://www.tv4play.se/program/s%C3%A5-mycket-b%C3%A4ttre?video_id=3624792. Läst 12 november 2016.
24. ↑  ”Tommy Nilsson – Sommarnatt”. TV4. 12 november 2016. Arkiverad från originalet den 13 november 2016. https://web.archive.org/web/20161113033838/http://www.tv4play.se/program/s%C3%A5-mycket-b%C3%A4ttre?video_id=3624832. Läst 12 november 2016.
25. ↑  ”Freddie Wadling – Luft för dig”. TV4. 12 november 2016. Arkiverad från originalet den 13 november 2016. https://web.archive.org/web/20161113114100/http://www.tv4play.se/program/s%C3%A5-mycket-b%C3%A4ttre?video_id=3626653. Läst 12 november 2016.
26. ↑  ”Jill Johnson – I'm Gonna Die Without You”. TV4. 12 november 2016. Arkiverad från originalet den 13 november 2016. https://web.archive.org/web/20161113114246/http://www.tv4play.se/program/s%C3%A5-mycket-b%C3%A4ttre?video_id=3624772. Läst 12 november 2016.
27. ↑  ”Danny Saucedo – Super 8”. TV4. 12 november 2016. Arkiverad från originalet den 13 november 2016. https://web.archive.org/web/20161113033842/http://www.tv4play.se/program/s%C3%A5-mycket-b%C3%A4ttre?video_id=3624732. Läst 12 november 2016.
28. ↑  ”Danny Saucedo – Öppna upp ditt fönster”. TV4. 19 november 2016. Arkiverad från originalet den 20 november 2016. https://web.archive.org/web/20161120150958/http://www.tv4play.se/program/s%C3%A5-mycket-b%C3%A4ttre?video_id=3637512. Läst 19 november 2016.
29. ↑  ”Little Jinder – Allting har ett slut”. TV4. 19 november 2016. Arkiverad från originalet den 20 november 2016. https://web.archive.org/web/20161120151000/http://www.tv4play.se/program/s%C3%A5-mycket-b%C3%A4ttre?video_id=3637552. Läst 19 november 2016.
30. ↑  ”Magnus Carlson – Dom band som binder mig”. TV4. 19 november 2016. Arkiverad från originalet den 20 november 2016. https://web.archive.org/web/20161120150642/http://www.tv4play.se/program/s%C3%A5-mycket-b%C3%A4ttre?video_id=3637572. Läst 19 november 2016.
31. ↑  ”Tommy Nilsson – Ljudlöst och salt”. TV4. 19 november 2016. Arkiverad från originalet den 20 november 2016. https://web.archive.org/web/20161120150644/http://www.tv4play.se/program/s%C3%A5-mycket-b%C3%A4ttre?video_id=3637592. Läst 19 november 2016.
32. ↑  ”Jill Johnson – Benen i kors”. TV4. 19 november 2016. Arkiverad från originalet den 20 november 2016. https://web.archive.org/web/20161120151115/http://www.tv4play.se/program/s%C3%A5-mycket-b%C3%A4ttre?video_id=3637532. Läst 19 november 2016.
33. ↑  ”Freddie Wadling – Baby Goodbye”. TV4. 26 november 2016. Arkiverad från originalet den 27 november 2016. https://web.archive.org/web/20161127152157/http://www.tv4play.se/program/s%C3%A5-mycket-b%C3%A4ttre?video_id=3649272. Läst 27 november 2016.
34. ↑  ”Jill Johnson – Your Grace”. TV4. 26 november 2016. Arkiverad från originalet den 27 november 2016. https://web.archive.org/web/20161127152028/http://www.tv4play.se/program/s%C3%A5-mycket-b%C3%A4ttre?video_id=3649532. Läst 27 november 2016.
35. ↑  ”Lisa Ekdahl – Om bara du”. TV4. 26 november 2016. Arkiverad från originalet den 27 november 2016. https://web.archive.org/web/20161127152025/http://www.tv4play.se/program/s%C3%A5-mycket-b%C3%A4ttre?video_id=3649572. Läst 27 november 2016.
36. ↑  ”Tommy Nilsson – Så som i himlen”. TV4. 26 november 2016. Arkiverad från originalet den 27 november 2016. https://web.archive.org/web/20161127152023/http://www.tv4play.se/program/s%C3%A5-mycket-b%C3%A4ttre?video_id=3649672. Läst 27 november 2016.
37. ↑  ”Little Jinder – Amazing”. TV4. 26 november 2016. Arkiverad från originalet den 27 november 2016. https://web.archive.org/web/20161127152155/http://www.tv4play.se/program/s%C3%A5-mycket-b%C3%A4ttre?video_id=3649712. Läst 27 november 2016.
38. ↑  ”Magnus Carlson – Brinner i bröstet”. TV4. 26 november 2016. Arkiverad från originalet den 27 november 2016. https://web.archive.org/web/20161127151842/http://www.tv4play.se/program/s%C3%A5-mycket-b%C3%A4ttre?video_id=3649732. Läst 27 november 2016.
39. ↑  ”Lisa Ekdahl – Crazy in Love”. TV4. 3 december 2016. Arkiverad från originalet den 5 december 2016. https://web.archive.org/web/20161205214906/http://www.tv4play.se/program/s%C3%A5-mycket-b%C3%A4ttre?video_id=3667572. Läst 4 december 2016.
40. ↑  ”Danny Saucedo – Vaken”. TV4. 3 december 2016. Arkiverad från originalet den 5 december 2016. https://web.archive.org/web/20161205214851/http://www.tv4play.se/program/s%C3%A5-mycket-b%C3%A4ttre?video_id=3659152. Läst 4 december 2016.
41. ↑  ”Tommy Nilsson – Ljudet av tårar”. TV4. 3 december 2016. Arkiverad från originalet den 5 december 2016. https://web.archive.org/web/20161205214916/http://www.tv4play.se/program/s%C3%A5-mycket-b%C3%A4ttre?video_id=3667633. Läst 4 december 2016.
42. ↑  ”Little Jinder – 1000 mil”. TV4. 3 december 2016. Arkiverad från originalet den 5 december 2016. https://web.archive.org/web/20161205214856/http://www.tv4play.se/program/s%C3%A5-mycket-b%C3%A4ttre?video_id=3659192. Läst 4 december 2016.
43. ↑  ”Magnus Carlson – Eternal Love”. TV4. 3 december 2016. Arkiverad från originalet den 5 december 2016. https://web.archive.org/web/20161205214911/http://www.tv4play.se/program/s%C3%A5-mycket-b%C3%A4ttre?video_id=3667612. Läst 4 december 2016.
44. ↑  ”Little Jinder – Helt nära dig”. TV4. 10 december 2016. Arkiverad från originalet den 14 december 2016. https://web.archive.org/web/20161214193819/http://www.tv4play.se/program/s%C3%A5-mycket-b%C3%A4ttre?video_id=3677292. Läst 10 december 2016.
45. ↑  ”Magnus Carlson – Sommarlängtan”. TV4. 10 december 2016. Arkiverad från originalet den 14 december 2016. https://web.archive.org/web/20161214193809/http://www.tv4play.se/program/s%C3%A5-mycket-b%C3%A4ttre?video_id=3677193. Läst 10 december 2016.
46. ↑  ”Jill Johnson – Himlen är oskyldigt blå”. TV4. 10 december 2016. Arkiverad från originalet den 14 december 2016. https://web.archive.org/web/20161214193758/http://www.tv4play.se/program/s%C3%A5-mycket-b%C3%A4ttre?video_id=3676932. Läst 10 december 2016.
47. ↑  ”Lisa Ekdahl – Sol, vind och vatten”. TV4. 10 december 2016. Arkiverad från originalet den 14 december 2016. https://web.archive.org/web/20161214193804/http://www.tv4play.se/program/s%C3%A5-mycket-b%C3%A4ttre?video_id=3677072. Läst 10 december 2016.
48. ↑  ”Tommy Nilsson – I den stora sorgens famn”. TV4. 10 december 2016. Arkiverad från originalet den 14 december 2016. https://web.archive.org/web/20161214193814/http://www.tv4play.se/program/s%C3%A5-mycket-b%C3%A4ttre?video_id=3677252. Läst 10 december 2016.
49. ↑  ”Danny Saucedo – För kärlekens skull”. TV4. 10 december 2016. Arkiverad från originalet den 14 december 2016. https://web.archive.org/web/20161214193753/http://www.tv4play.se/program/s%C3%A5-mycket-b%C3%A4ttre?video_id=3676832. Läst 10 december 2016.
50. ↑  ”Mediamätning i Skandinavien”. Arkiverad från originalet den 21 februari 2016. https://web.archive.org/web/20160221070857/http://hottoptv.mms.se/.
51. 1 2 3 4 5 6  ”Discography Danny Saucedo” (på engelska). swedishcharts.com. https://swedishcharts.com/showinterpret.asp?interpret=Danny+Saucedo. Läst 1 november 2021.
52. ↑  Jappevik, Gustav; Jappevik, Lova. ”Danny Saucedo - Se alla låtar och listplaceringar”. NostalgiListan. https://www.nostalgilistan.se/danny-saucedo-985. Läst 1 november 2021.
53. ↑  Jappevik, Gustav; Jappevik, Lova. ”Freddie Wadling - Se alla låtar och listplaceringar”. NostalgiListan. https://www.nostalgilistan.se/freddie-wadling-13785. Läst 1 november 2021.
54. ↑  ”Discography Freddie Wadling” (på engelska). swedishcharts.com. https://swedishcharts.com/showinterpret.asp?interpret=Freddie+Wadling. Läst 1 november 2021.
55. 1 2 3 4  ”Discography Jill Johnson” (på engelska). swedishcharts.com. https://swedishcharts.com/showinterpret.asp?interpret=Jill+Johnson. Läst 1 november 2021.
56. ↑  Jappevik, Gustav; Jappevik, Lova. ”Jill Johnson - Se alla låtar och listplaceringar”. NostalgiListan. https://www.nostalgilistan.se/jill-johnson-684. Läst 1 november 2021.
57. 1 2  ”Discography Lisa Ekdahl” (på engelska). swedishcharts.com. https://swedishcharts.com/showinterpret.asp?interpret=Lisa+Ekdahl. Läst 1 november 2021.
58. 1 2  ”Discography Little Jinder” (på engelska). swedishcharts.com. https://swedishcharts.com/showinterpret.asp?interpret=Little+Jinder. Läst 1 november 2021.
59. ↑  ”Discography Magnus Carlson” (på engelska). swedishcharts.com. https://swedishcharts.com/showinterpret.asp?interpret=Magnus+Carlson. Läst 1 november 2021.
60. ↑  Jappevik, Gustav; Jappevik, Lova. ”Magnus Carlson - Se alla låtar och listplaceringar”. NostalgiListan. https://www.nostalgilistan.se/magnus-carlson-2288. Läst 1 november 2021.
61. 1 2 3  ”Discography Tommy Nilsson” (på engelska). swedishcharts.com. https://swedishcharts.com/showinterpret.asp?interpret=Tommy+Nilsson. Läst 1 november 2021.